# Lucio Mamilio Vítulo
Lucio Mamilio Vítulo  fue cónsul en el año 265 a. C. con Quinto Fabio Maximus Gurges, un año antes de estallar la primera guerra púnica.